# Nomada navasi
Nomada navasi är en biart som beskrevs av Dusmet y Alonso 1913. Nomada navasi ingår i släktet gökbin, och familjen långtungebin. Inga underarter finns listade i Catalogue of Life.